# Hoisești (okręg Neamț)
Hoisești – wieś w Rumunii, w okręgu Neamț, w gminie Mărgineni. W 2011 roku liczyła 912 mieszkańców.